# Pak Sung-hui
Pak Sung-hui (hangul: 박승희, hanča: 朴勝羲, v anglickém přepise Park Seung-hi; * 28. března 1992 Suwon) je bývalá jihokorejská závodnice v short tracku a rychlobruslařka. Je držitelkou pěti olympijských medailí ze short tracku, z nichž čtyři jsou individuální – zlato ze závodu na 1000 metrů z olympiády v Soči roku 2014, bronz z 1000 metrů z her ve Vancouveru roku 2010, bronz z 1500 metrů z Vancouveru a bronz z 500 metrů ze Soči. Také získala zlato se štafetou v Soči. Je rovněž celkovou mistryní světa z roku 2010, krom toho z jednotlivých disciplín přivezla ze světového šampionátu šest dalších zlatých. V roce 2014 přesedlala na klasické rychlobruslení, začala startovat ve Světovém poháru a zúčastnila se několika mistrovství světa. Po olympiádě v Pchjongčchangu v roce 2018, kde skončila 16. v závodě na 1000 metrů, ukončila závodní kariéru.